# Giuseppe Arcimboldo
Giuseppe Arcimboldo (Italiano: [dʒuˈzɛppe artʃimˈbɔldo]; também Arcimboldi) (5 Abril 1526 – 11 Julho 1593) foi um pintor maneirista italiano mais conhecido por criar por vários quadros de Cabeças Compostas, onde retratava perfis humanos a partir da reunião de bichos, pessoas, plantas e diversos objetos.
Essas obras formam uma categoria distinta de suas outras produções. Ele foi um pintor convencional de retratos da corte de três Sacro Imperadores Romanos em Viena e Praga; produzindo também temas religiosos e, entre outras coisas, uma série de desenhos coloridos de animais exóticos do zoológico imperial . Especializou-se em composições simbólicas grotescas de frutas, animais, paisagens ou vários objetos inanimados dispostos em formas humanas.
Os retratos de naturezas mortas foram claramente concebidos em parte como curiosidades para divertir a corte, mas os críticos especularam sobre o quão seriamente eles se envolveram com o neoplatonismo renascentista ou outras correntes intelectuais da época.

## Vida
O pai de Giuseppe, Biagio Arcimboldo, era um artista de Milão, Itália. Assim como seu pai, Giuseppe Arcimboldo iniciou sua carreira como designer de vitrais e afrescos em catedrais locais aos 21 anos.
Em 1562, tornou-se retratista da corte de Fernando I na corte dos Habsburgos em Viena, Áustria e, mais tarde, de Maximiliano II e seu filho Rodolfo II na corte de Praga. Ele também foi decorador da corte e figurinista. Augusto I, Eleitor da Saxónia, que visitou Viena em 1570 e 1573, viu a obra de Arcimboldo e encomendou uma cópia de As Quatro Estações, que incorpora seus próprios símbolos monárquicos.
Arcimboldo morreu em Milão, Itália onde se aposentou após deixar o serviço militar em Praga. Foi durante esta última fase da sua carreira que produziu o retrato composto de Rodolfo II , bem como o seu auto-retrato como as Quatro Estações. Seus contemporâneos italianos o homenagearam com poesias e manuscritos celebrando sua ilustre carreira.
Quando o Império Sueco invadiu Praga em 1648, durante a Guerra dos Trinta Anos, muitas das pinturas de Arcimboldo foram retiradas da coleção de Rodolfo II.
Suas obras podem ser encontradas no Museu de História da Arte em Viena de Viena e no Palácio de Ambras em Innsbruck; o Louvre em Paris; bem como em vários museus na Suécia. Na Itália, seu trabalho está em Cremona, Brescia, e na Galeria Uffizi, em Florença. O Wadsworth Atheneum em Hartford, Connecticut; o Denver Art Museum , em Denver, Colorado; a Fundação Menil em Houston, Texas; e o Museu Candie em Guernsey também guardam obras de Arcimboldo.
As obras de Arcimboldo, especialmente as suas múltiplas imagens e trocadilhos visuais, foram redescobertas no início do século XX por artistas surrealistas como Salvador Dalí. A exposição intitulada O Efeito Arcimboldo: Transformações do rosto do século XVI ao século XX no Palazzo Grassi em Veneza (1987) inclui inúmeras pinturas de 'duplo sentido'. A influência de Arcimboldo também pode ser vista na obra de Shigeo Fukuda, István Orosz, Octavio Ocampo, Vik Muniz e Sandro del Prete, bem como os filmes de Jan Švankmajer.

## Galeria

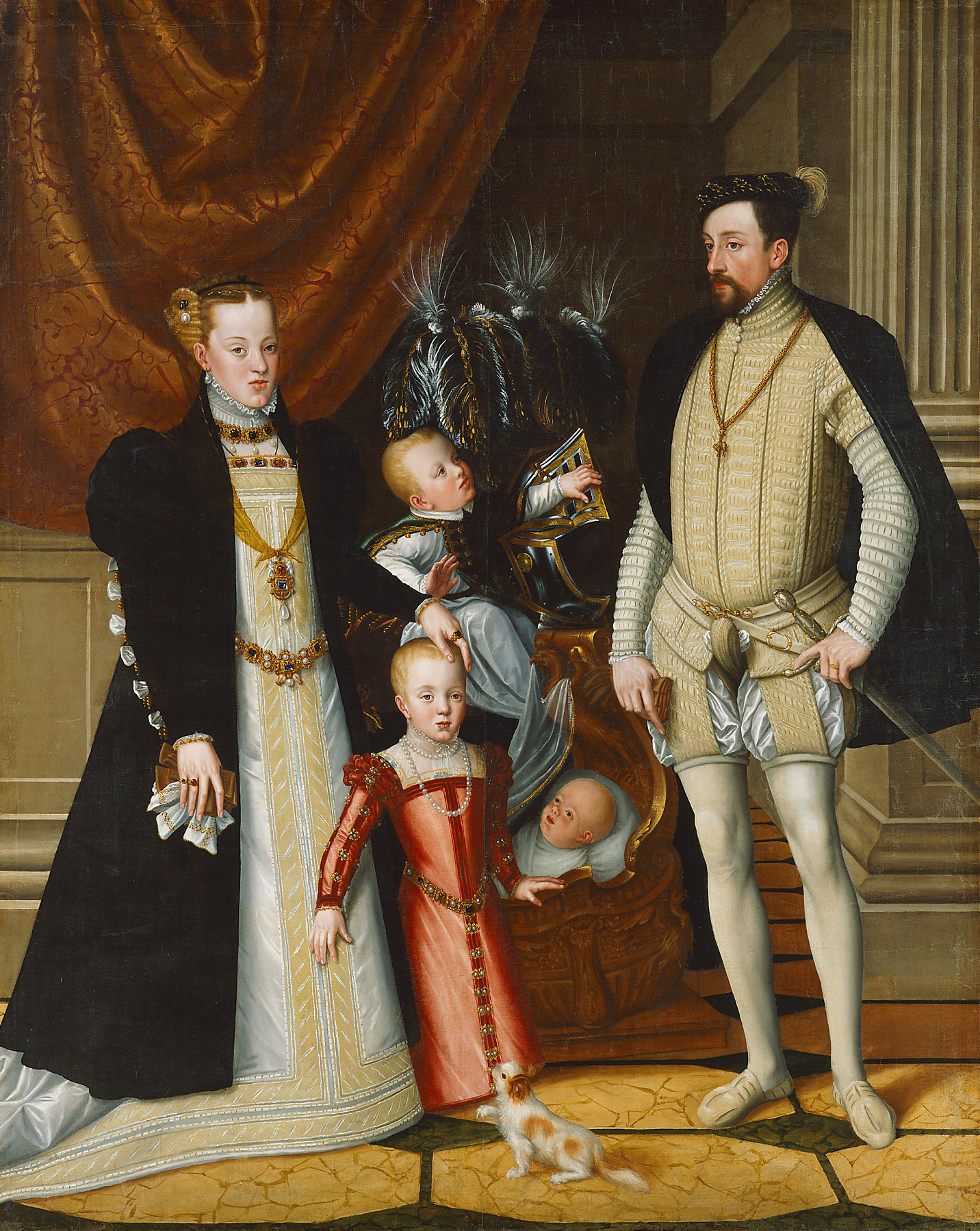
Maximiliano II do Sacro Império Romano-Germânico e sua esposa Maria da Áustria, Imperatriz Romano-Germânica com seus filhos, ca. 1563, Palácio de Ambras
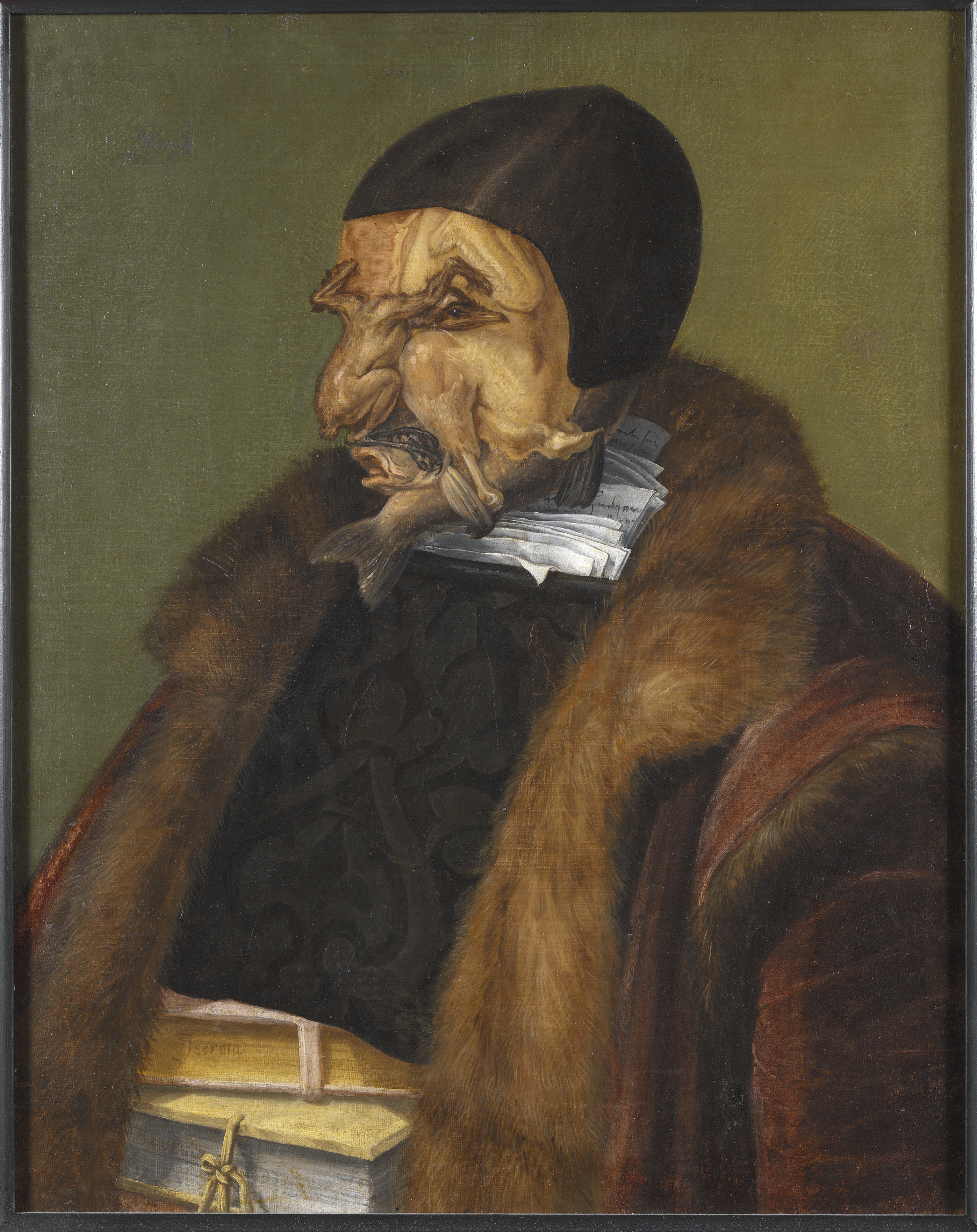
O Jurista, 1566, Museu Nacional de Belas-Artes da Suécia, Suécia
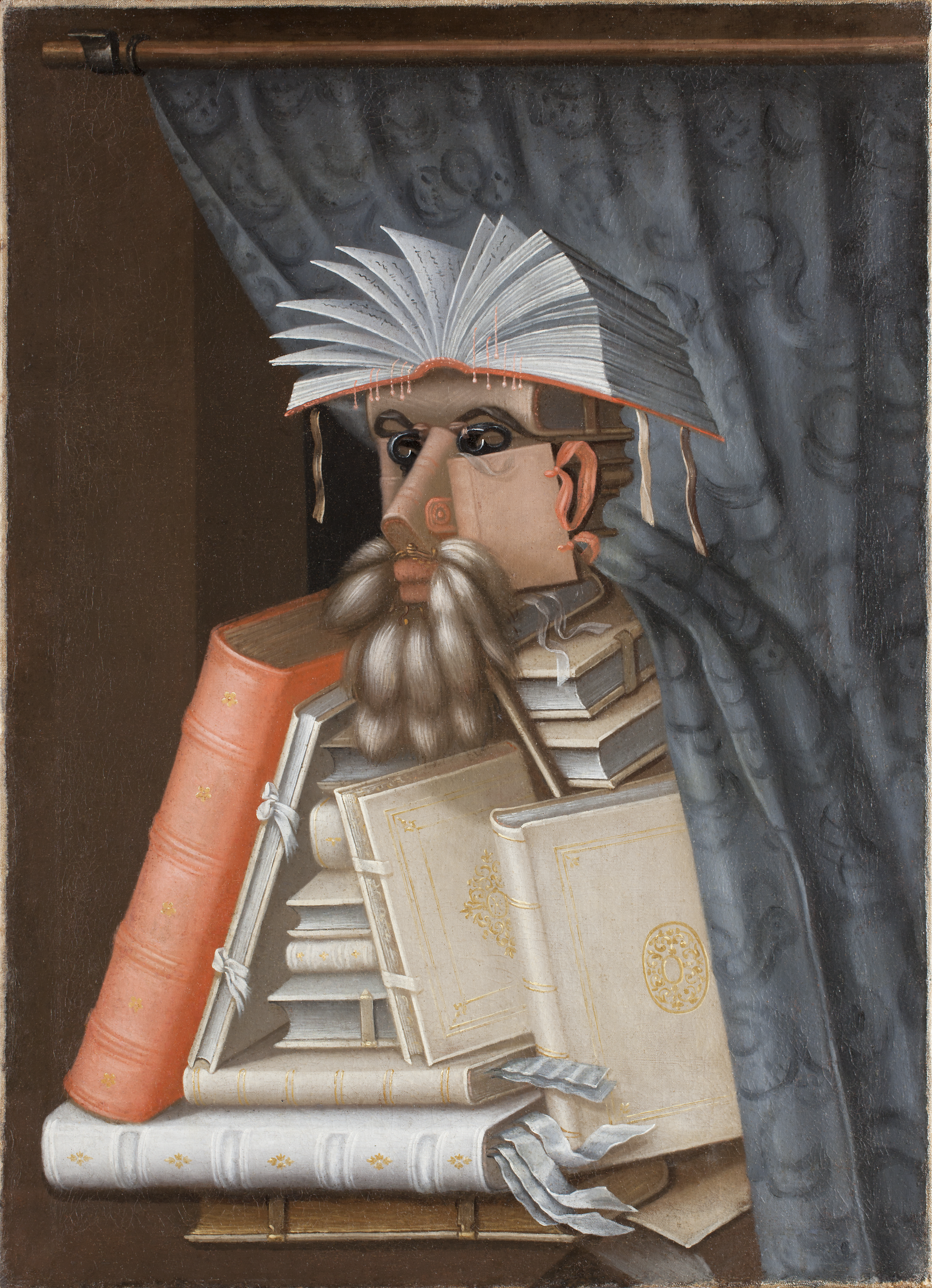
O Bibliotecário, 1566, Castelo de Skokloster, Suécia
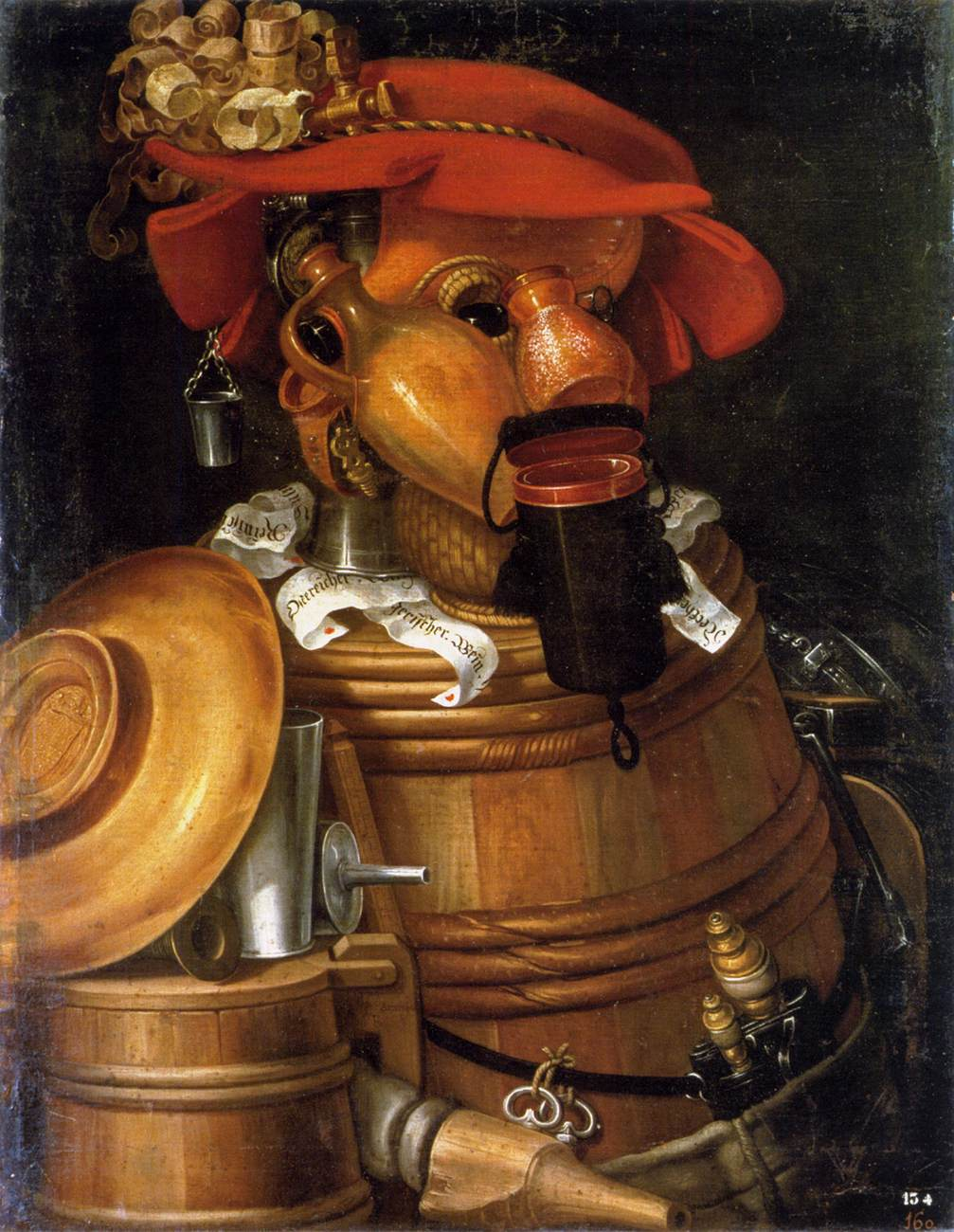
O Garçom, 1574, coleção privada

## As Quatro Estações

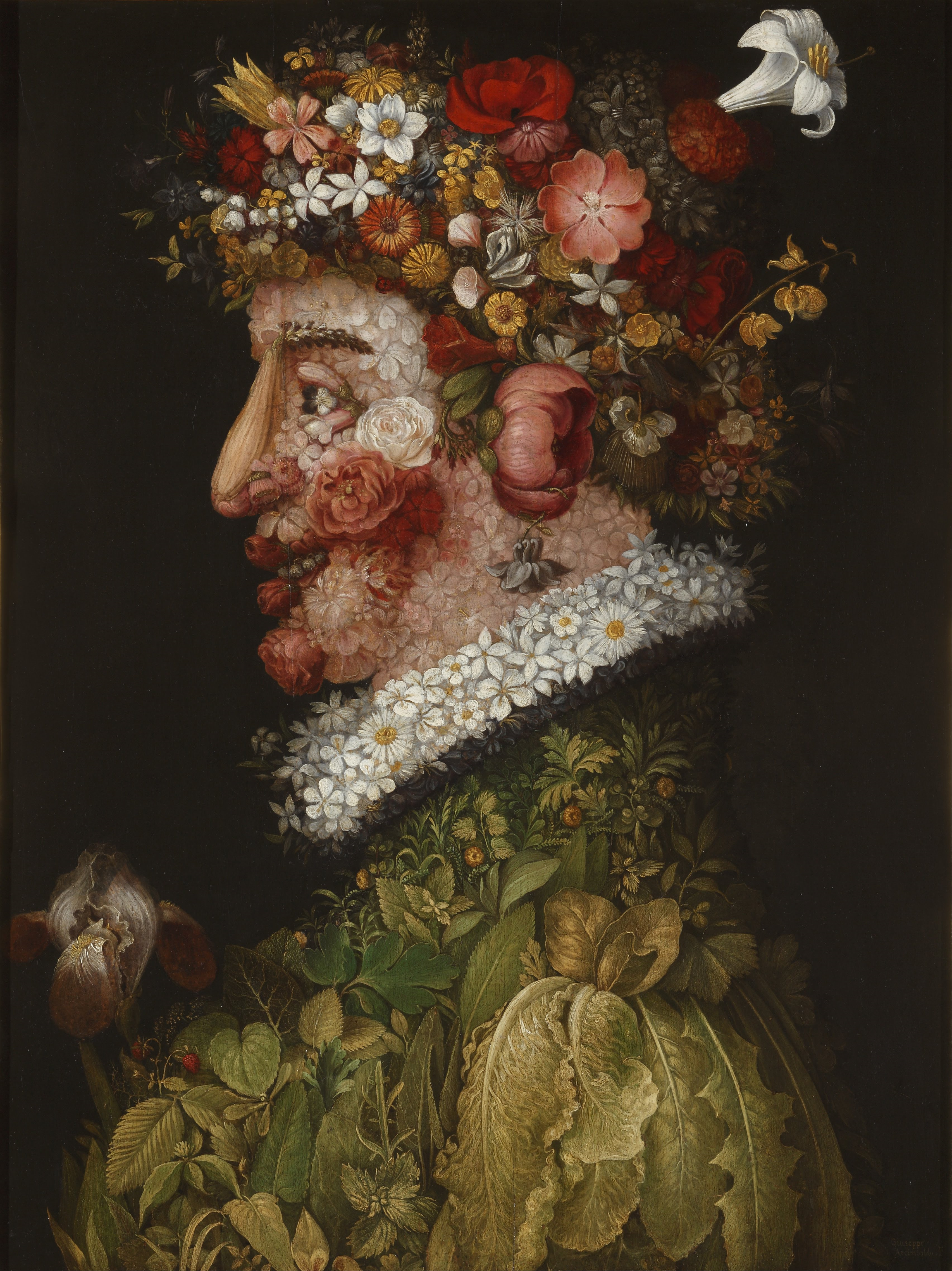
Primavera,[8] 1563, Real Academia de Belas-Artes de São Fernando, Madri
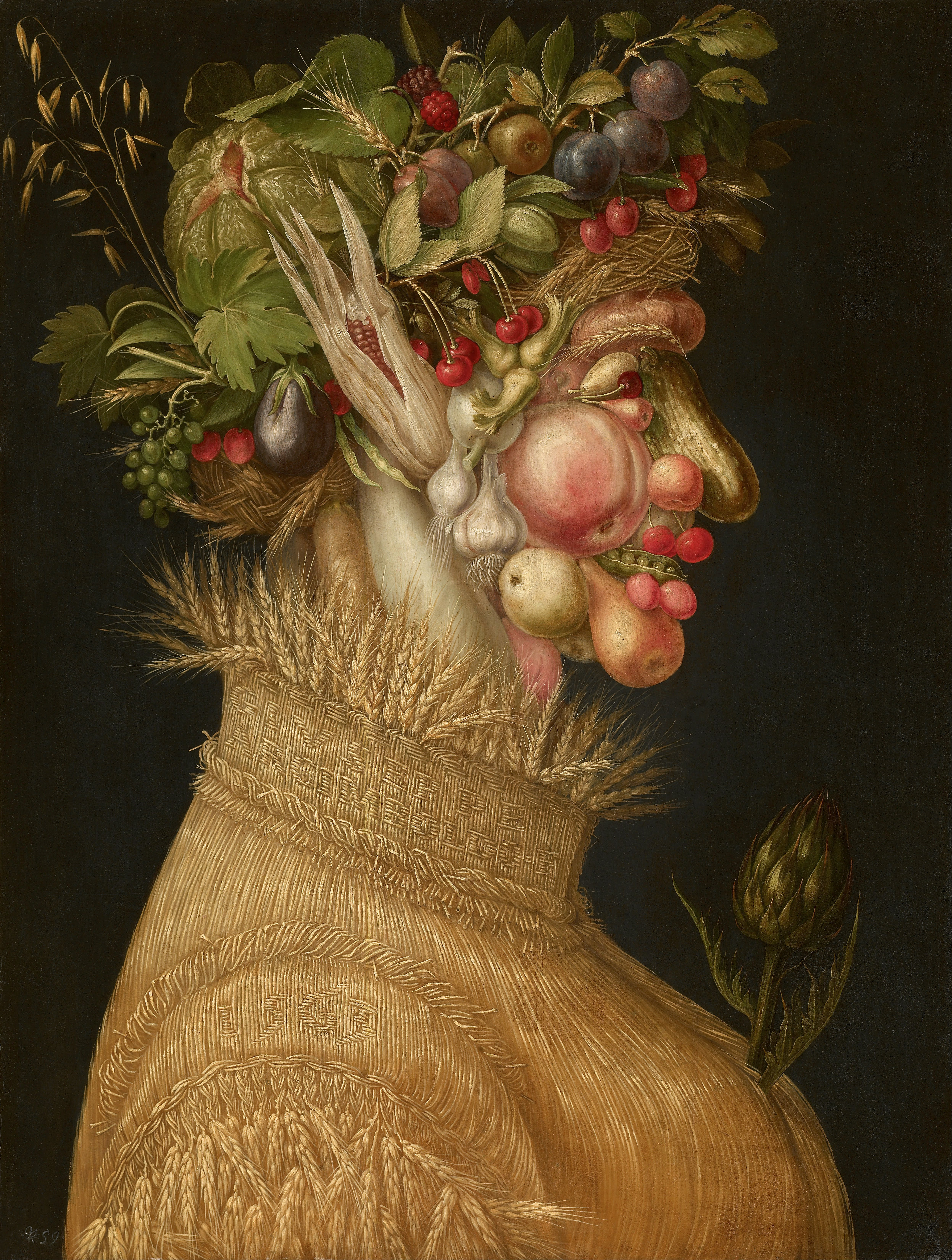
Verão, 1563, Museu de História da Arte em Viena
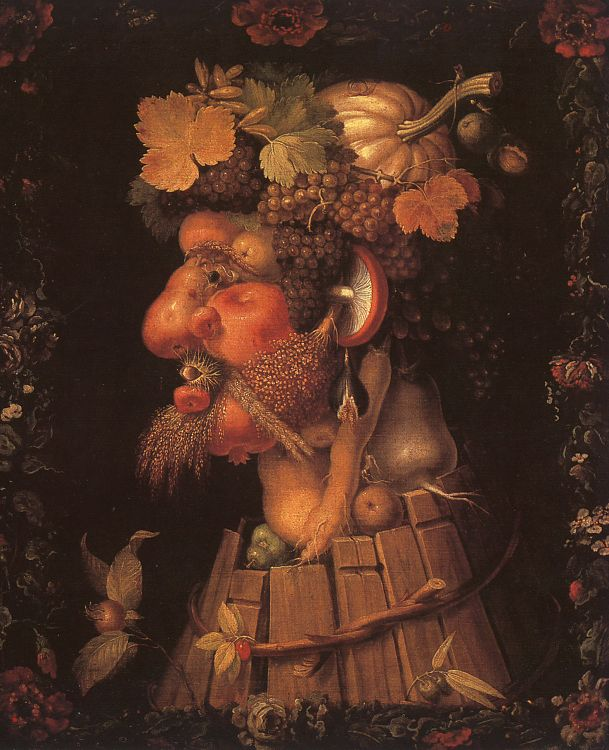
Outono, 1573, Louvre, Paris
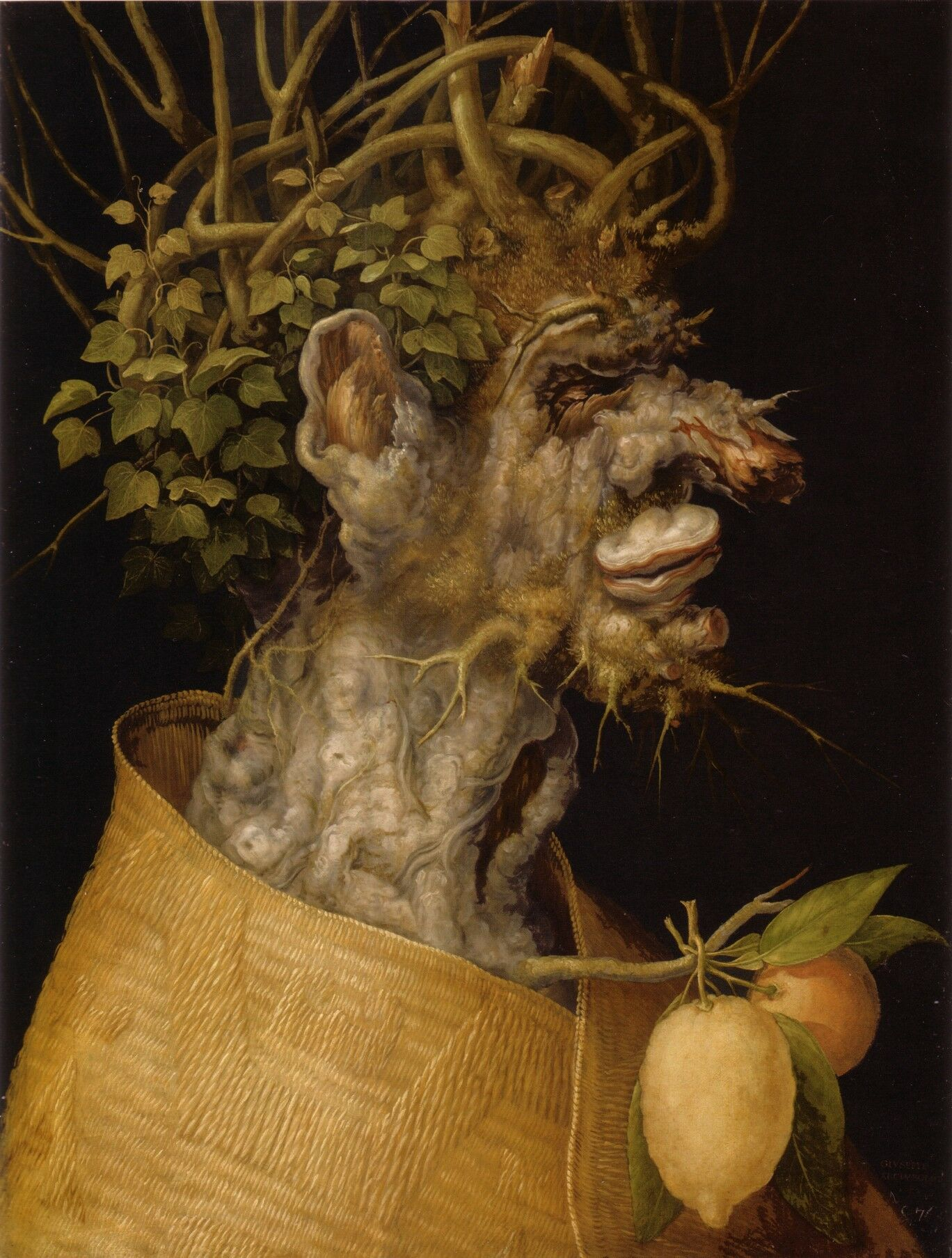
Inverno, 1563, Museu de História da Arte em Viena

## Os Quatro Elementos

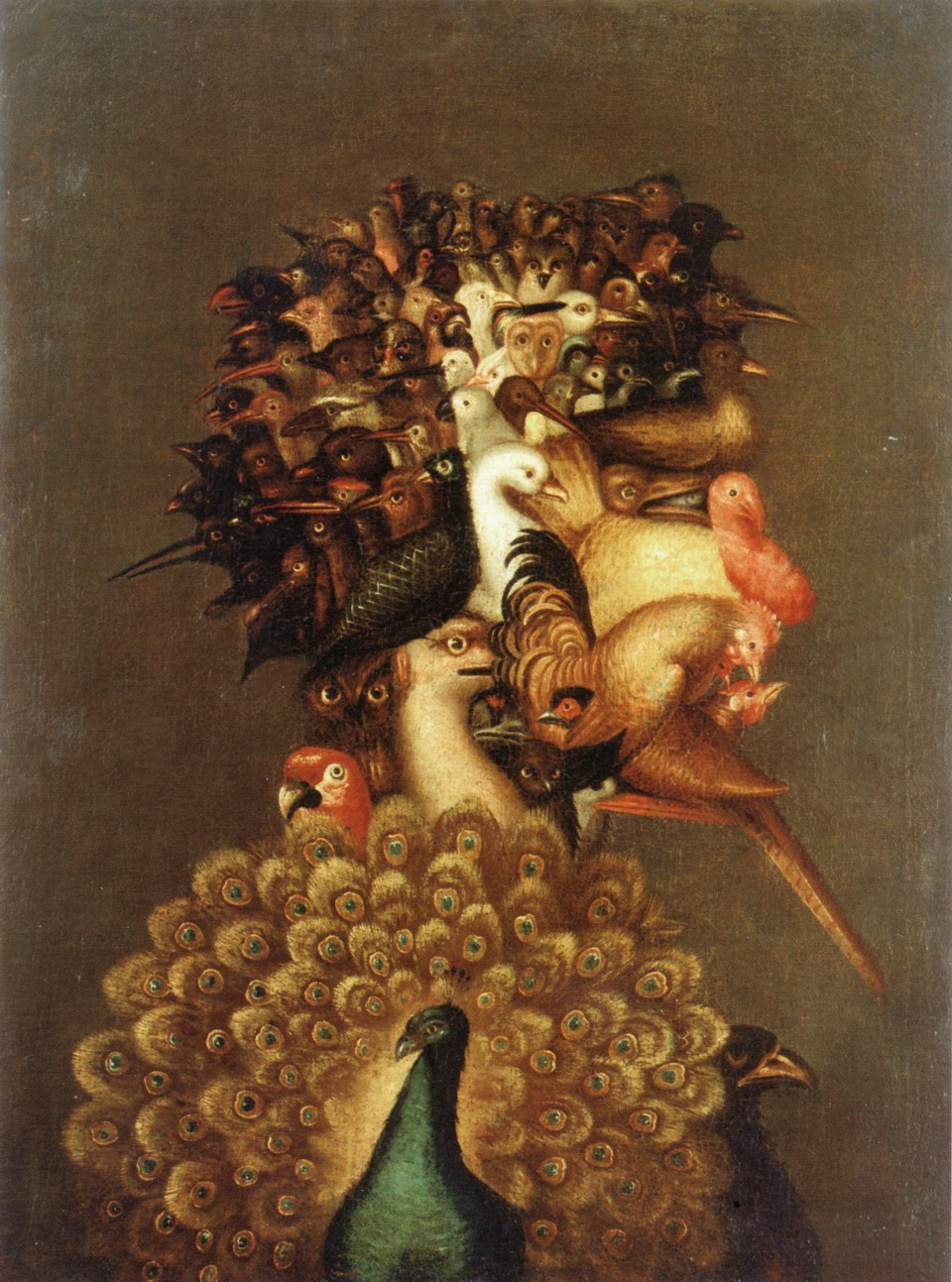
Ar, ca. 1566, (cópia), coleção privada
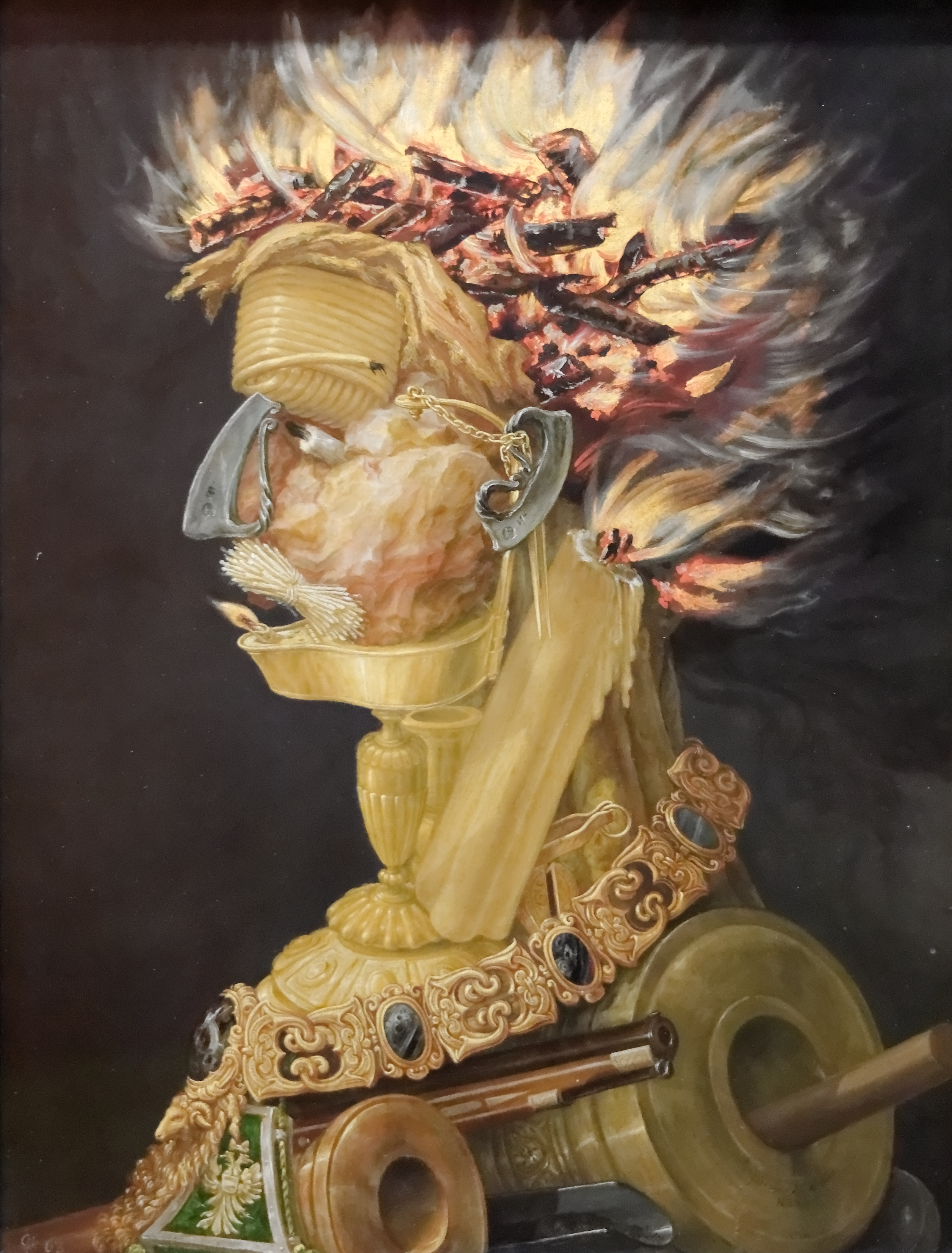
Fogo, Oil on Wood, 1566, Museu de História da Arte em Viena, Austria
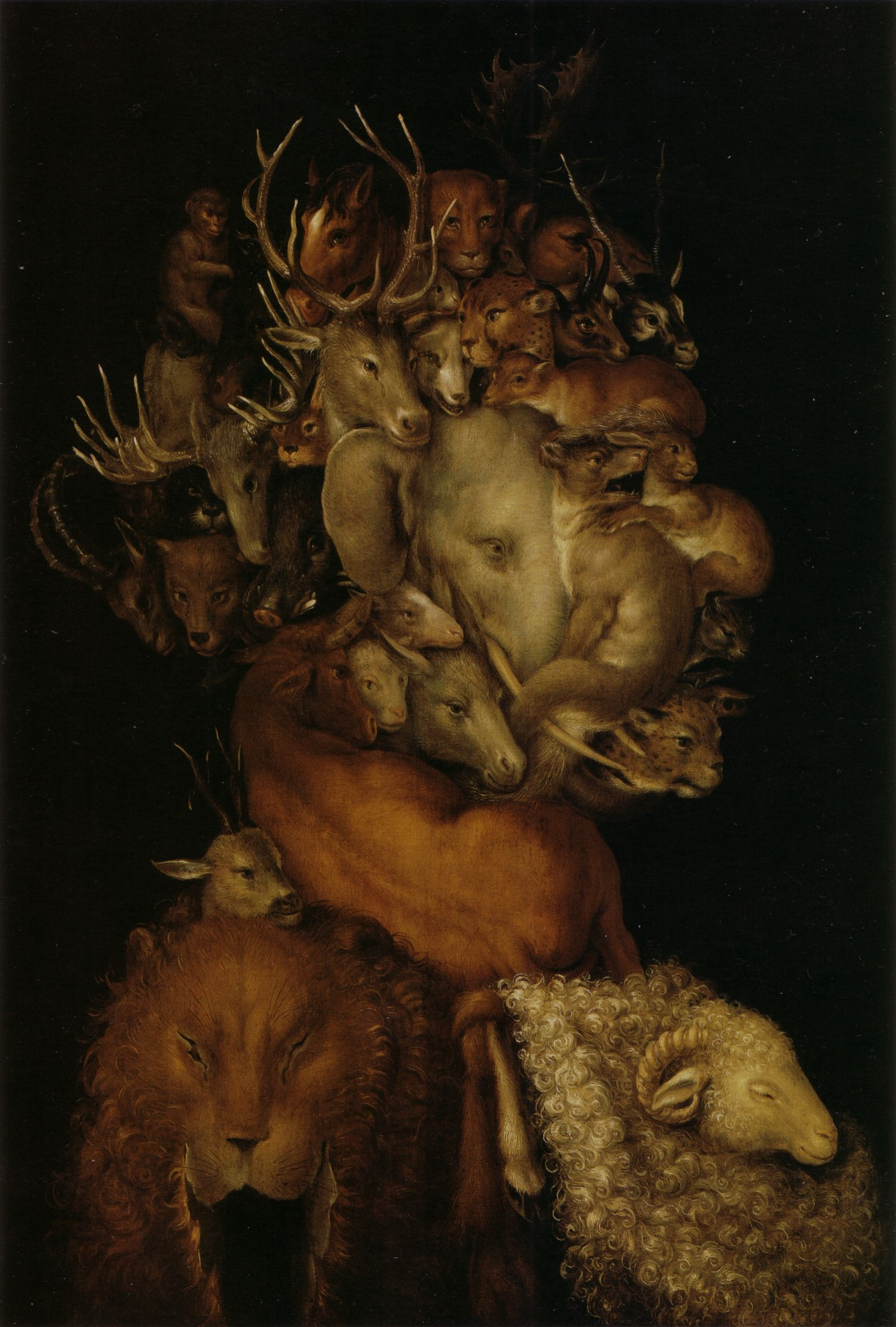
Terra, possivelmente 1566, coleção privada, Austria
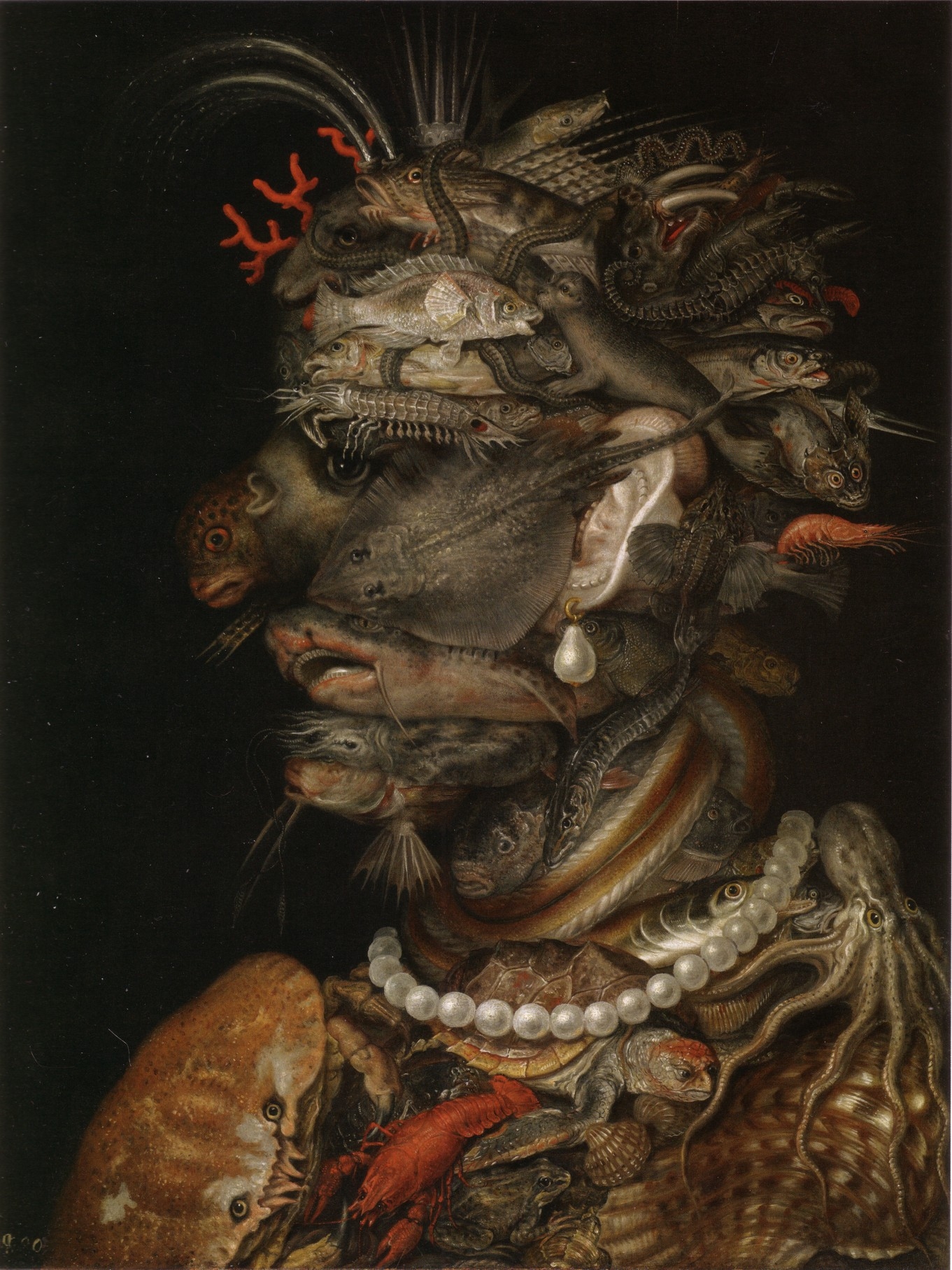
Água, 1566, Museu de História da Arte em Viena, Austria